# 도라지타령
도라지는 일제강점기시대에 창작되어 한국인들 사이에 널리 불린 신민요이다.
아리랑과 도라지는 한국의 대표적인 민요이다. 이들은 모두 3박자로 연주된다.
「도라지 타령」은 구전되는 향토 민요와는 달리 20세기 초부터 새롭게 창작되어 불리며 인기를 얻었던 타령조의 노래로, 이런 종류의 민요를 ‘신민요’라고 한다. 

## 가사
한국어 가사는 다음과 같다:
1.

도라지 도라지 도라지

심심산천(深深山川)의 도라지

한 두 뿌리만 캐어도

대바구니로 반실만 되누나

후렴

에헤요 에헤요 에헤야

어여라난다 지화자 좋다

저기 저 산 밑에 도라지가 한들한들

2.

도라지 도라지 도라지

은률(殷栗) 금산포(金山浦) 백도라지

한 뿌리 두 뿌리 받으니

산골에 도라지 풍년일세

후렴

3.

도라지 도라지 도라지

강원도(江原道) 금강산(金剛山) 백도라지

도라지 캐는 아가씨들

손맵시도 멋들어졌네

후렴

## 같이 보기
- 경기입창